# Anales del Instituto Botánico A. J. Cavanilles
Anales del Instituto Botánico A. J. Cavanilles, (abreujat Anales Inst. Bot. Cavanilles), és una revista il·lustrada amb descripcions botàniques que és editada a Espanya pel Reial Jardí Botànic de Madrid. Va començar la seva publicació l'any 1951 fins al 1979. Va ser precedida i substituïda per Anales Jard. Bot.Madrid.